# Vladimir Vasin
Vladimir Vasin (n. 9 ianuarie 1947, Moscova, RSFS Rusă, URSS) este un săritor în apă ce a reprezentat Uniunea Republicilor Sovietice Socialiste, medaliat olimpic. A participat la o ediție a Jocurilor Olimpice (1972) în care a câștigat o medalie de aur.

## Participări
Lista de mai jos prezintă principalele competiții la care a participat Vladimir Vasin de-a lungul carierei.
- diving at the 1972 Summer Olympics – men's 3 metre springboard[*]